# Bersteland
Bersteland is een gemeente in de Duitse deelstaat Brandenburg, en maakt deel uit van het Landkreis Dahme-Spreewald. Bersteland telt 889 inwoners. De gemeente werd gevormd op 1 februari 2002 door de vrijwillige samenvoeging van de voormalige gemeenten Freiwalde, Niewitz en Reichwalde. De gemeente is onderdeel van het Amt Unterspreewald.